# Луций Росций Элиан Пакул
Луций Росций Элиан Пакул (лат. Lucius Roscius Aelianus Paculus) — римский государственный деятель второй половины II века.
Пакул происходил из патрицианской семьи, которая, возможно, имела корни в Лузитании. Его отцом был консул-суффект 157 года Луций Росций Элиан. В 170 году Пакул стал палатинским салием, а в 187 году занимал должность ординарного консула вместе с Луцием Бруттием Квинцием Криспином.
Его супругой была Вибия Сальвия Вария. В их браке родился сын, консул 223 года, Луций Росций Элиан Пакул Сальвий Юлиан.